# Katarzyna Bachleda-Curuś
Katarzyna Anna Bachleda-Curuś, z domu Wójcicka, primo voto Wójcicka-Trzebunia (ur. 1 stycznia 1980 w Sanoku) – polska łyżwiarka szybka, pięciokrotna olimpijka, dwukrotna medalistka olimpijska.

## Życiorys

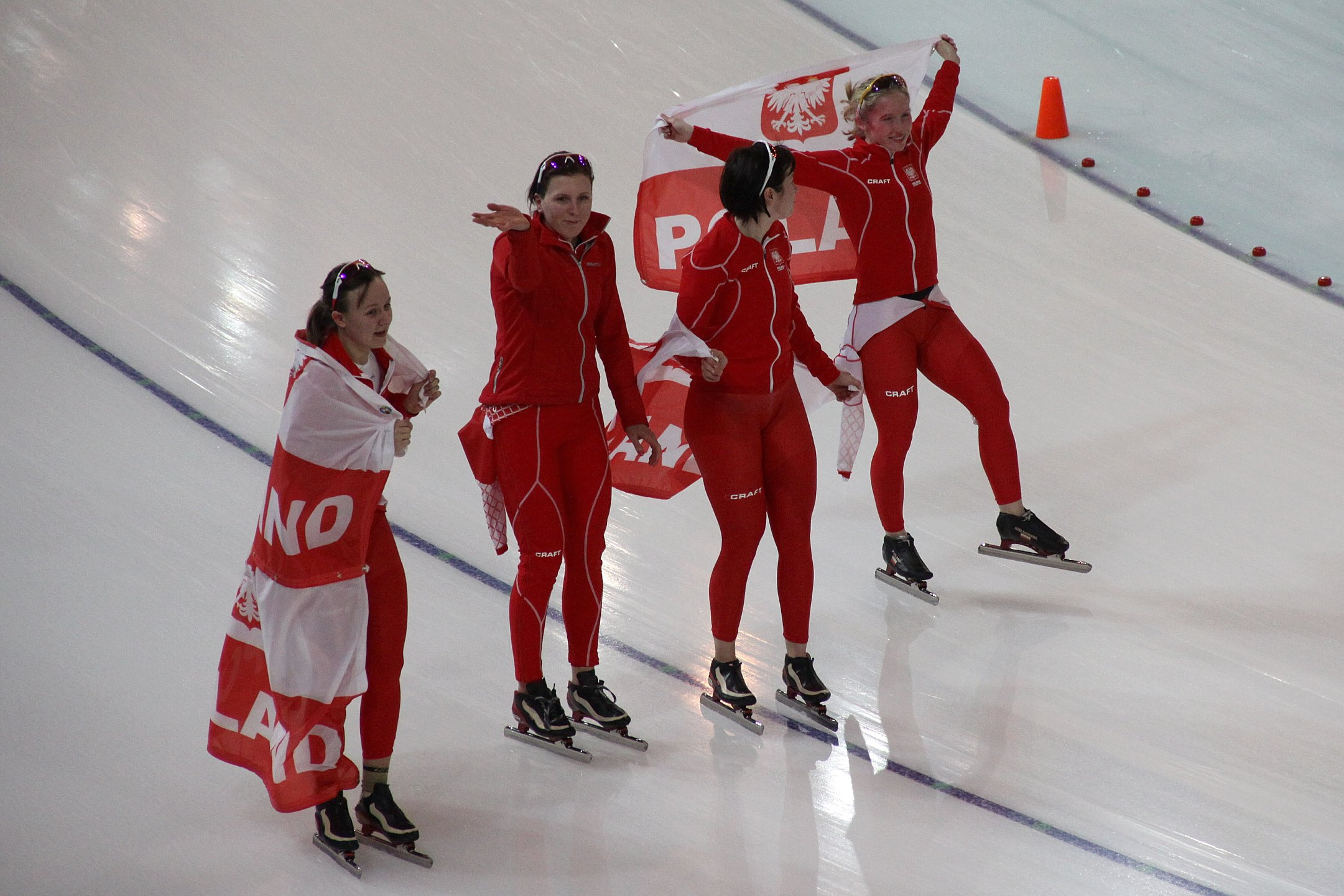
Katarzyna Bachleda-Curuś (druga z prawej) po zdobyciu drużynowego brązowego medalu na ZIO 2010

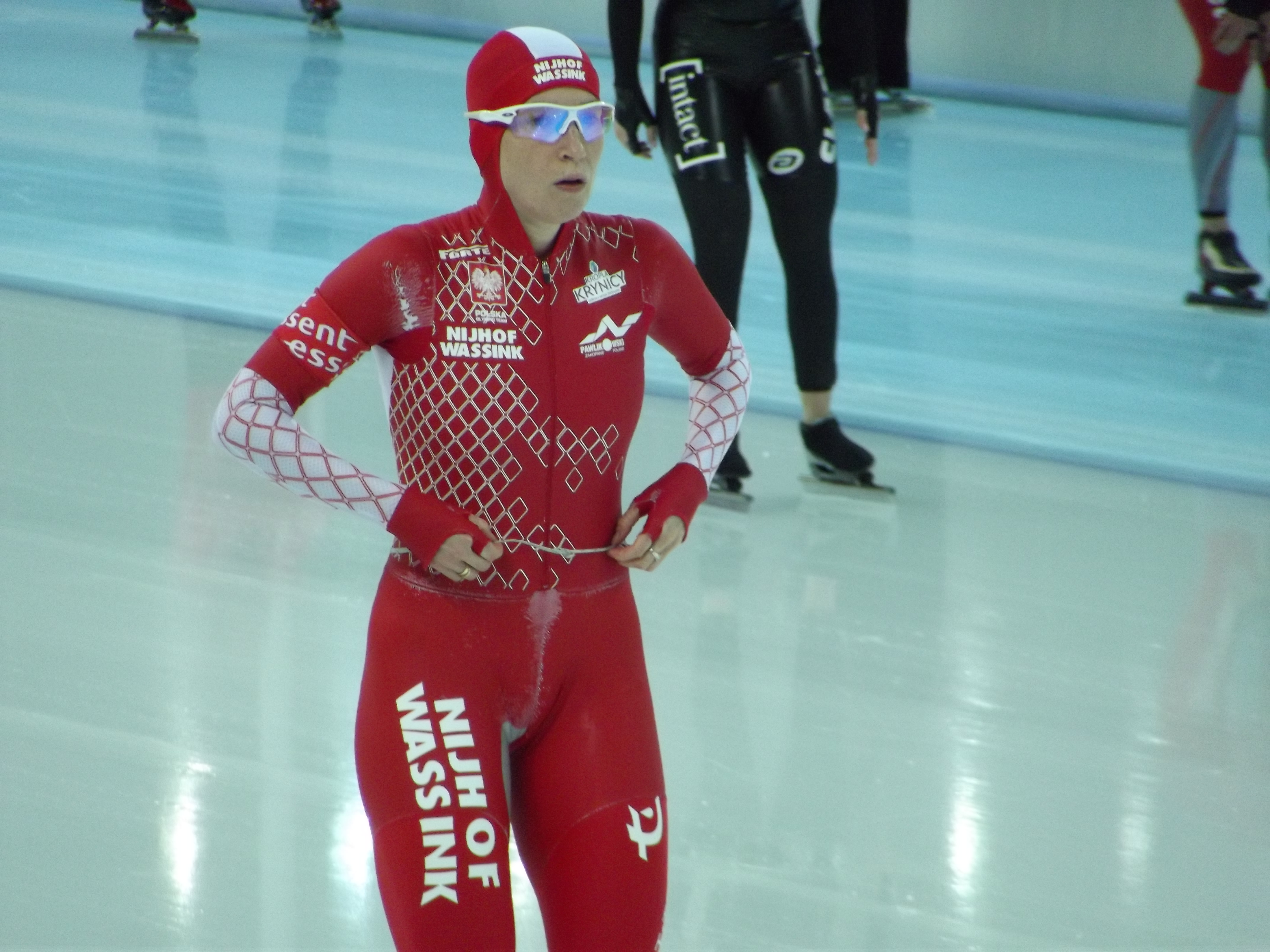
Katarzyna Bachleda-Curuś podczas MŚ na dystansach 2013 w Soczi

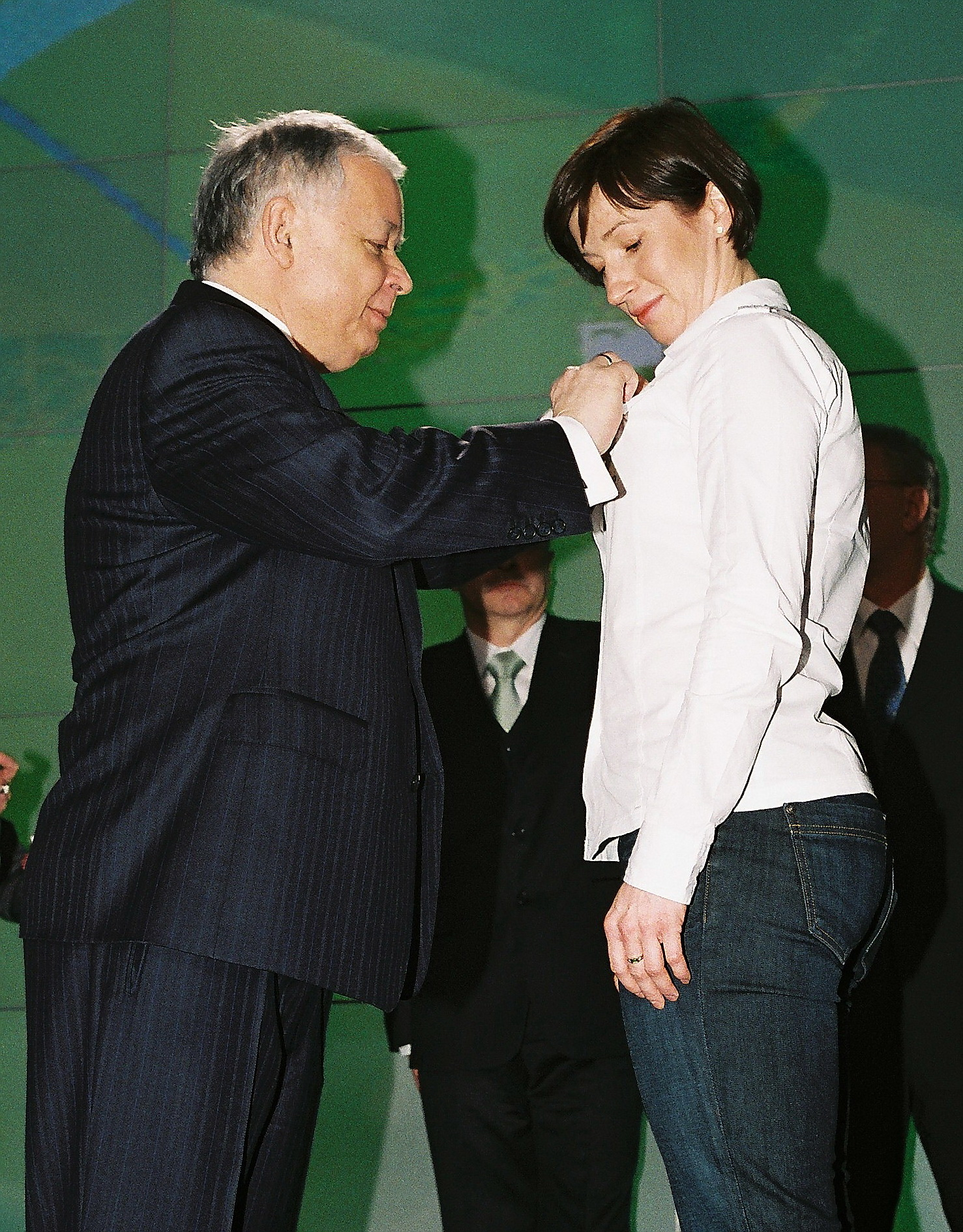
Katarzyna Bachleda-Curuś odznaczona Orderem Odrodzenia Polski w 2010 przez prezydenta Lecha Kaczyńskiego

Urodziła się 1 stycznia 1980 w Sanoku. Jest jedną z trzech córek Renaty i Jana Wójcickich. Absolwentka Szkoły Podstawowej nr 4 w Sanoku z 1995 i I Liceum Ogólnokształcącego im. Komisji Edukacji Narodowej w Sanoku z 1999. W 2001 podjęła studia na Akademii Wychowania Fizycznego w Warszawie.
Jest wychowanką trenera Marka Drwięgi w klubie SKŁ Górnik Sanok, którego barwy reprezentowała w latach 1994–2003 (w tym czasie zdobyła łącznie 74 medali: 46 złotych, 9 srebrnych i 19 brązowych). Ponadto była trenowana przez Wiesława Ucznia oraz w kadrze narodowej przez Wiesława Kmiecika. Później w latach 2003–2007 reprezentowała barwy AZS Zakopane. Obecnie jest zawodniczką LKS Poroniec Poronin, a jej trenerem jest Krzysztof Niedźwiedzki.
Uczestniczyła w zimowych igrzysk olimpijskich w Salt Lake City 2002 (zajęła dwa razy 26. miejsce na dystansach 1500 m i 3000 m), Turynie 2006 (zajęła 8. miejsce na 1000 m, 11. miejsce na 1500 m, 10. miejsce na 3000 m i 16. miejsce na 5000 m), w Vancouver 2010, gdzie zajęła 15. miejsce w biegu na 1500 m, 31. miejsce w biegu na 1000 m oraz 27 lutego 2010 zdobyła brązowy medal w biegu drużynowym na dystansie 2400 wraz z Katarzyną Woźniak i Luizą Złotkowską. W decydującym boju o brązowy medal Polki pokonały Amerykanki. Cztery lata później weszła w skład polskiej ekipy narodowej w ZIO Soczi 2014. W biegu na 3000 m została zdyskwalifikowana za błąd techniczny w postaci przekroczenia linii w biegu, w biegu na 1500 m zajęła 6. miejsce (najwyższa lokata wśród startujących Polek), zaś w biegu drużynowym zdobyła srebrny medal olimpijski wraz z Katarzyną Woźniak, Luizą Złotkowską i Natalią Czerwonką.
Została pierwszym sportowcem pochodzącym z Sanoka i wychowankiem klubu z tego miasta, który wystąpił na igrzyskach olimpijskich i jednocześnie wywalczył medal na tych zawodach.
Na mistrzostwach świata osiągnęła następujące wyniki:
- 2000 – 1000 m, 23. miejsce; 3000 m, 19. miejsce
- 2001 – 3000 m, 20. miejsce, 5000 m, 15. miejsce
- 2004 – 1500 m, 10. miejsce; 3000 m, 13. miejsce
- 2005 – 1500 m, 9. miejsce; 3000 m, 9. miejsce; 5000 m, 10. miejsce
- 2008 – 1500 m, 8. miejsce
- 2009 – 1500 m, 5. miejsce

W mistrzostwach Europy w wieloboju najwyższe 8. miejsce zajęła w 2008 w Kołomnej.
Na zimowej uniwersjadzie w 2005 (Innsbruck) zajęła 4. miejsce na 1500 m. Na uniwersjadzie w 2007 (Turyn) zdobyła złoty medal na 1500 m oraz srebro na 3000 m.
13 grudnia 2009 ujawniła w wywiadzie dla holenderskiej telewizji NOS, że podczas Zimowych Igrzysk Olimpijskich 2006 w Turynie zaoferowano jej około 50 tysięcy euro w zamian za wycofanie się z biegu na dystansie 5000 m. Propozycja łapówki wyszła od holenderskiej trenerki Ingrid Paul, której podopieczna Gretha Smit (srebrna medalistka na tym dystansie z Salt Lake City) nie zakwalifikowała się do zawodów i była pierwsza na liście rezerwowej. Katarzyna Wójcicka (Bachleda-Curuś), która początkowo nie planowała startu na tym dystansie, odmówiła i wystąpiła w biegu zajmując 16. miejsce.
Wielokrotnie zdobywała mistrzostwo Polski na wszystkich dystansach, w wieloboju i wieloboju sprinterskim. Należy do niej większość aktualnych rekordów polskich w łyżwiarstwie szybkim wśród kobiet.
W sezonie 2010/2011 nie startowała z uwagi na kontuzję i macierzyństwo.
7 grudnia 2013 w zawodach Puchar Świata w sezonie 2013/2014 rozegranych w Berlinie zajęła 2. miejsce w wyścigu na 1500 m; było to jej pierwsze w karierze miejsce na podium w tym cyklu.
W dniu 7 grudnia 2018 ogłosiła zakończenie kariery zawodniczej.

## Życie prywatne
29 czerwca 2002 w kościele Przemienienia Pańskiego w Sanoku zawarła związek małżeński z Michałem Trzebunią (także panczenista, medalista mistrzostw Polski). W 2009 jej drugim mężem został Jakub Bachleda-Curuś, z którym ma córki Hannę (ur. 2011) i Zofię (ur. 2015).
Została członkiem honorowego komitetu poparcia Bronisława Komorowskiego przed wyborami prezydenckimi w Polsce w 2015 roku.
W 2013 została ambasadorką kampanii firmy Procter & Gamble pt. „Dziękuję Ci, mamo...”, w której wystąpiła wraz ze swoją matką, Renatą Wójcicką.

## Nagrody i odznaczenia
Nagrody
- Nagroda Miasta Sanoka – dwukrotnie: za rok 1996 (I stopnia w dziedzinie sportu i turystyki za osiągnięcia sportowe na szczeblu krajowym)[35][36][37], za rok 1999 (w dziedzinie sportu i turystyki za osiągnięcia sportowe w łyżwiarstwie szybkim)[38][39][40].
- Nagroda Powiatu Sanockiego w dziedzinie sportu: 2001[41][42].
- Wielka Honorowa Nagroda Sportowa za 2010 rok[43].

Odznaczenia
- Krzyż Kawalerski Orderu Odrodzenia Polski (2010)[44][45].
- Krzyż Oficerski Orderu Odrodzenia Polski (2014)[46][47].

Wyróżnienia
- Czwarte miejsce w plebiscycie na najpopularniejszego sportowca województwa krośnieńskiego, organizowanym przez czasopismo „Podkarpacie” za rok 1997[48].
- Drugie miejsce w plebiscycie dla najpopularniejszego sportowca Sanoka: za rok 1997[49], za rok 2000[50].
- Pierwsze miejsce w plebiscycie dla najpopularniejszego sportowca Sanoka: za rok 1998[51][52], za rok 1999[53]
- Trzecie miejsce w plebiscycie dla najpopularniejszego sportowca Sanoka: za rok 2001[54]